# Diogo Senior
Diogo Senior (Macapá),  é um político brasileiro, filiado ao MDB. Nas eleições de 2022, foi eleito deputado estadual pelo AP.